# The Former Life of Brian
The Former Life of Brian Griffin (titulado La antigua vida de Brian en España y La vida pasada de Brian en Hispanoamérica) es el undécimo episodio de la sexta temporada de la serie Padre de familia emitido el 27 de abril de 2008 a través de FOX. Está escrito por Steve Callaghan y dirigido por Pete Michels.
La trama se centra en la relación padre-hijo de Brian, el cual descubre ser el padre de un problemático adolescente de 13 años fruto de una relación que tuvo tiempo atrás con una antigua novia y que le pide que se responsabilice de "su hijo" a pesar de su reticencia.

## Argumento
Brian conoce en una fiesta infantil a una joven mujer que resulta ser madre y viuda, y decide iniciar una relación con ella. Tras conversar, Brian se ofrece a actuar como mago en la fiesta de cumpleaños de su hijo para impresionarla, pero acaba llevándose un desengaño al enterarse de que tiene un novio del que no le había hablado. Pronto empieza a sentir que ha perdido su última oportunidad de encontrar al amor de su vida y empieza a recordar una relación pasada que tuvo lugar tiempo atrás con una chica llamada Tracy, pero que no acabó de funcionar. Convencido por Stewie, Brian va en su busca a recuperar aquel amor que tuvo, pero al llegar a casa de Tracy, se la encuentra muy cambiada desde la última vez que la vio (obesa, mal aspecto y con voz ronca impropia de una mujer), Brian no puede evitar sentir repulsa y decide marcharse hasta que la mujer le retiene para anunciarle una sorpresa, Tracy resulta tener un hijo llamado Dylan que durante su infancia estuvo falto de atención paterna, casualmente ese padre que tanto le faltó resulta ser Brian dejándole atónito.
Tras mantener una breve conversación con "su hijo", descubre que es un rebelde violento, asocial y carente de educación. Al volver a casa (sin él), les comenta a Peter y a Lois la mala experiencia que ha tenido al encontrarse con alguien del que desconocía ser su padre y decide rechazarle, Lois por un lado le recuerda a Brian que tiene una obligación hacia su hijo y que la manutención del adolescente puede ser gratificante, por otra parte, Peter no piensa igual. Al mismo tiempo llega a la casa de los Griffin, Dylan, quien le comenta que su madre le ha dejado allí tirado con una nota en la que reza que la responsabilidad de Dylan es ahora de Brian y que le proporcione una buena educación, a pesar de la petición de Tracy, Brian se niega, en cambio es bienvenido por Lois, la cual no tarda en recibir "el cariñoso agradecimiento de bienvenida", no tarda pues en desarrollar un comportamiento hostil hacia los demás, sobre todo con Brian quien empieza a hartarse, Lois prácticamente cambia de opinión respecto a Dylan y le pide que tome acciones, al subir a su habitación, Brian decide tirarle de casa y sacarle de su vida, a lo que Dylan accede encantado, ya cansado de vivir en esa casa, pero antes de irse se le cae una bolsa de hierba, de pronto la relación empieza a cambiar cuando ambos descubren tener una cosa en común, les gusta fumar cannabis. Todavía en la habitación y ya drogados, empiezan a conectar el uno al otro, Brian finalmente se disculpa por no haber estado con él cuando más lo necesitaba, lo cual hace que Dylan rompa en lágrimas, Brian promete entonces llevar a su hijo por el buen camino.
Brian comienza a cumplir su promesa como padre para orgullo de su familia que acaban de ver como un rebelde asocial acaba de convertirse en un joven apuesto y educado, pero a medida que va mejorando la relación padre-hijo, este acaba cambiando totalmente su personalidad y empieza a tomarse demasiado en serio su reciente rol paterno, lo cual empieza a incomodar a la familia, sobre todo a Peter, quien culpa de la nueva actitud de Brian a Tracy por haber metido al chico en su vida, en La Almeja, Quagmire le propone devolverle Dylan a su madre mediante el engaño a esta. Al día siguiente, Peter consigue convencerla de que se lleve a su hijo de vuelta a pesar de las negativas de Brian, por otra parte, Lois piensa igual que Peter y admite que los últimos días ha estado insufrible y sobreprotector. Dylan finalmente accede a volver con su madre y decide despedirse de Brian diciéndole que de igual manera que él le ha cambiado su vida, él puede hacer lo mismo con su madre. Brian decide dejarle ir y seguir con sus vidas.

## Producción
El episodio fue escrito por Steve Callaghan y dirigido por Pete Michels siendo el segundo de la temporada para ambos (Lois Kills Stewie el primero y Padre de familia en este último). Peter Shin y James Purdum fueron los supervisores de dirección, en cuanto a la composición musical estuvo al cargo de Walter Murphy.
Como artistas invitados prestaron sus voces a sus respectivos personajes: Harvey Fierstein, Chace Crawford, Erinn Hayes y Max Burkholder.

### DVD
La producción está incluida en la séptima edición del DVD junto a los otros tres episodios de la sexta temporada y los primeros ocho de la siguiente. El DVD incluye como extras: audiocomentario, escenas eliminadas y la animatica del episodio. Salió a la venta el 16 de junio de 2009 en Estados Unidos y Canadá.
En las remisiones del 22 de junio y 20 de julio de 2008, la FOX decidió suprimir parte de la frase de Peter "She looks like a really hot Tim Russert" ([ella] parece estar tan buena como Tim Russert) tras la muerte de este. Sin embargo, en las canales por cable y versión en DVD se mantuvo intacta.